# Botryllus delicatus
Botryllus delicatus är en sjöpungsart som beskrevs av Shunki Okuyama och Saito 200. Botryllus delicatus ingår i släktet Botryllus och familjen Styelidae. Inga underarter finns listade.